# Kaiserwald koncentrationslejr
Kaiserwald var en nazi-tysk koncentrationslejr i forstaden til Riga Mežaparks i Letland. Kaiserwald blev opført i marts 1943, mens Letland var okkuperet af den tyske værnemagt. De første indsatte i lejren var adskillige hundrede fanger fra Tyskland. Efter afviklingen af Riga-, Liepāja- og Daugavpils-ghettoerne i juni 1943 blev de sidste lettiske jøder sammen med overlevende jøder fra Vilnius Ghetto deporteret til Kaiserwald. I begyndelsen af 1944 blev et antal mindre lejre rundt om Riga underlagt Kaiserwald.
Efter den tyske okkupation af Ungarn blev de ungarske jøder sendt til Kaiserwald lige som jøder fra Łódź i Polen. I marts 1944 var der 11.878 indsatte i lejren og dens underafdelinger: 6.182 mænd og 5.696 kvinder, heraf kun 95 ikke-jøder.
I modsætning til fx Auschwitz og Treblinka var Kaiserwald ikke en decideret udrydningslejr, og de indsatte blev sat i arbejde for store tyske virksomheder, især Allgemeine Elektrizitäts-Gesellschaft, som benyttede et større antal kvindelige slavearbejdere fra Kaiserwald til at fremstille elektriske produkter som batterier.
Efter den 6. august 1944 rykkede den Røde Hær ind i Letland. Nu begyndte tyskerne at evakuere fangerne i Kaiserwald til Stutthof i Polen. Dem tyskerne ikke skønnede kunne overleve rejsen fra Letland til Polen blev skudt. Alle indsatte i Kaiserwald, som var dømt for forseelser, blev henrettet lige inden evakueringen lige som alle jøder under 18 og over 30 år. Kaiserwald var evakueret i løbet af september 1944. Den Røde Hær nåede lejren den 13. oktober 1944.